# Крестоцвет
Крестоцве́т (нем. Kreuzblume; фр. fleuron, от фр. fleur — цветок; англ.  finial) — «декоративно оформленное навершие, используемое для подчёркивания вершины купола, шпиля, башни, крыши либо фронтона или любого из различных отличительных орнаментов на вершине, конце или углу здания или сооружения».
Термин «флеро́н» (цветочек) используют в самом широком значении — применительно к любому декоративному навершию, что часто не соответствует буквальному значению слова. Например: конёк, ажурный гребень двускатной кровли, шпиль или пирамида с крестом на вершине, коническое навершие буддийской ступы. В средневековых архитектонических реликвариях флероном называют гребень в виде горизонтальной полосы, обработанный ажурным масверком. В отдельных случаях такие флероны отождествляются с фиалами (башенками), что также следует признать терминологически неверным, поскольку в большинстве случаев боковые грани таких фиалов украшаются краббами и только их вершина — крестоцветом.
В архитектуре готического стиля крестоцвет — декоративное навершие фиалов, вимпергов, щипцов (островерхих фронтонов) в виде стилизованного распускающегося цветка с четырьмя лепестками. В «обратном» положении крестоцвет укрепляется в точке пересечения нервюр крестового свода. В таком положении крестоцвет обретает символическое значение — в нём прочитывается форма «процветшего креста», ассоциирующегося с древом жизни (лат. Arbor vitae), которое означает вечную жизнь, даруемую верой в Христа.
- Крестоцвет церкви в Труа. По Виолле-ле-Дюку
- Флерон Шартрского собора. По Виолле-ле-Дюку
- Пинакль церкви Спасителя. Дублин
- Крестоцвет церкви Матьяша. Будапешт
- Пинакль с краббами Кафедрального собора святого Мартина в Утрехте